# Miscogasterinae
Miscogasterinae  (лат.) — подсемейство паразитических наездников из семейства Pteromalidae (Chalcidoidea) отряда перепончатокрылые насекомые.
Около 300 видов.

## Описание
Морфологически разнообразная группа (в определителях может находиться в 12 из 54 тез-пунктов среди других примерно 30 подсемейств птеромалид). Усики 10-13-члениковые с 1-3 колечками (кольцевидными члениками жгутика). Паразитируют на Diptera (Agromyzidae, Anthomyiidae, Chloropidae, Cecidomyiidae, Tephritidae), а также на Lepidoptera, Coleoptera и Hymenoptera (Cynipidae).

## Систематика
Около 40 родов и более 300 видов.  В ходе недавнего молекулярно-генетического исследования было показано, что рассматриваемое ранее монофилетичным подсемейство Miscogasterinae, вероятнее является парафилетичным и формирует кладу с подсемейством Pteromalinae.
- Ammeia Delucchi, 1962
- Ardilea Graham, 1959
- Blascoa Askew, 1997
- Boucekina Szelényi, 1974
- Callimerismus Graham, 1956
- Calolelaps Timberlake, 1925
- Ceratetra Dzhanokmen, 1974
- Collentis Heydon, 1992
- Drailea Huang, 1992
- Glyphognathus Graham, 1956
- Haliplogeton De Santis, 1964
- Halticoptera Spinola, 1811
- Halticopterina Erdös, 1946
- Harrizia  Delucchi, 1962
- Ksenoplata  Boucek, 1965
- Lamprotatus Westwood, 1833
- Mauleus  Graham, 1981
- Merismus  Walker, 1833
- Mesolelaps  Ashmead, 1901
- Miscogaster  Walker, 1833
- Neolelaps  Ashmead, 1901
- Neoskeloceras  Kamijo, 1960
- Nodisoplata  Graham, 1969
- Paralamprotatus  Liao, 1985
- Rhicnocoelia  Graham, 1956
- Schimitschekia  Boucek, 1965
- Seladerma  Walker, 1834
- Sphaeripalpus  Förster, 1841
- Stictolelaps  Timberlake, 1925
- Stictomischus  Thomson, 1876
- Telepsogina  Hedqvist, 1958
- Thektogaster  Delucchi, 1955
- Thinodytes  Graham, 1956
- Tricyclomischus  Graham, 1956
- Tumor  Huang, 1990
- Xestomnaster  Delucchi, 1955
- Yusufia  Koçak & Kemal, 2008